# Apocheima tauaria
Apocheima tauaria är en fjärilsart som beskrevs av Berthold Neumoegen 1933. Apocheima tauaria ingår i släktet Apocheima och familjen mätare. Inga underarter finns listade i Catalogue of Life.